# Let It Be (The Replacements)
Let It Be è il terzo album dei The Replacements, pubblicato nell'ottobre 1984 su Twin/Tone Records. Considerato, insieme al successivo Tim, il capolavoro della band e uno dei migliori album degli anni '80, è stato inserito dalla rivista musicale Rolling Stone al 241º posto tra i migliori album di sempre.

## Tracce
Tutte le canzoni sono state scritte da Paul Westerberg tranne dove indicato:
1. I Will Dare – 3:18
2. Favorite Thing - 2:19 (Westerberg, Stinson, Stinson, Mars)
3. We're Coming Out – 2:21 (Westerberg, Stinson, Stinson, Mars)
4. Tommy Gets His Tonsils Out – 1:53 (Westerberg, Stinson, Stinson, Mars)
5. Androgynous – 3:11
6. Black Diamond – 2:40 (Paul Stanley) (Kiss cover)
7. Unsatisfied – 4:01
8. Seen Your Video – 3:08
9. Gary's Got a Boner – 2:28 (Westerberg, Stinson, Stinson, Mars, Ted Nuget)
10. Sixteen Blue – 4:24
11. Answering Machine – 3:40